# Старое Село (Давыдовская сельская община)
Ста́рое Село́́ (укр. Старе Село) — село в Давыдовской сельской общине Львовского района Львовской области Украины.
Расположено в 18 км на юго-восток от областного центра — г. Львова, в 2 км от автодороги Львов — Ивано-Франковск.

## История
Впервые Старое Село упоминается в 1442 г. В 1498-м его разрушили турки, в 1648-м — татары. В XVII в. здесь построен замок, руины которого сохранились до нашего времени.

## Достопримечательности

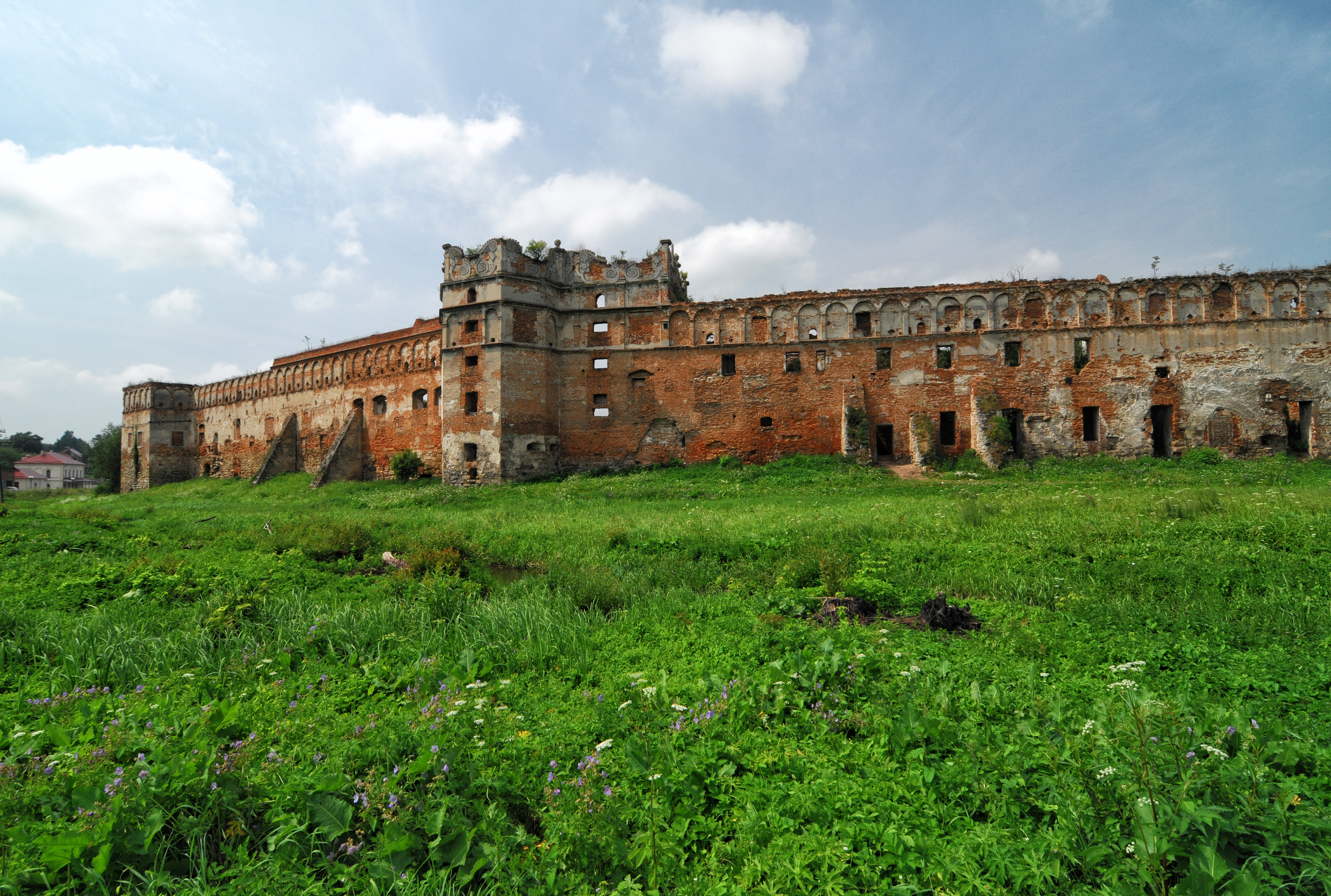
Старосельский замок

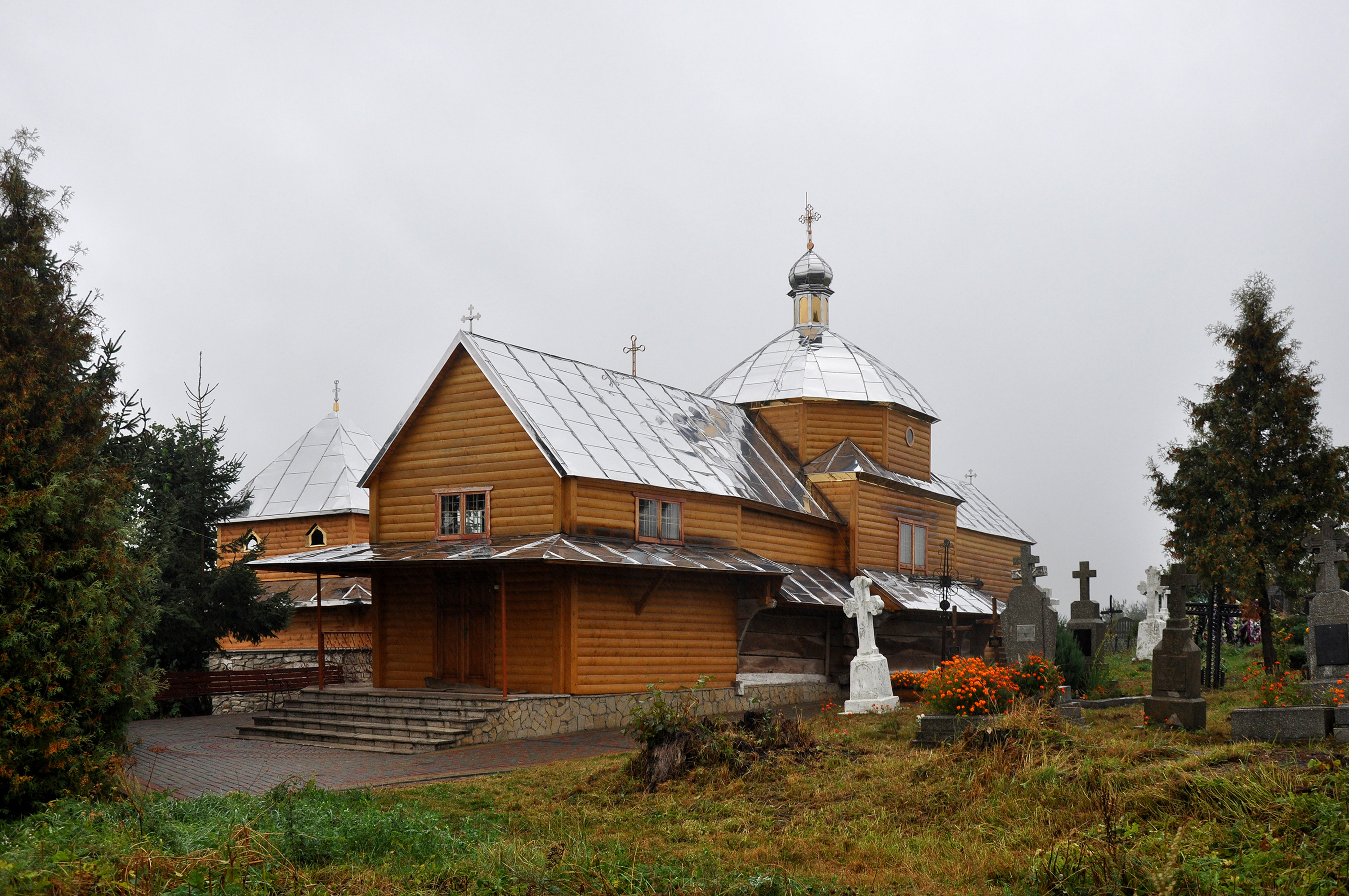
Церковь Иоанна Крестителя

- Старосельский замок — самый большой на Львовщине, сооружённый в 1642 или 1654 при участии Амбросия Благосклонного и реконструированный позже в стиле восточно-европейского позднего ренессанса. 
 В ноябре 2010 г. глава Львовской обладминистрации подписал соглашение о передаче в концессию сроком на 49 лет замка в с. Старое Село Пустомытовского района, который является памятником архитектуры национального значения XVII века.
- Деревянный храм Усечения главы св. Иоанна Крестителя (1742) — церковь на северо-западной околице села, памятник архитектуры.